# Тунгусо-манджурски езици
Тунгуските езици (известни и като тунгусо-манджурски езици) са група родствени езици, които се говорят от множество малки народи в Сибир, Монголия и Манджурия. Обикновено се причисляват към алтайски езици, макар че има доста спорни мнения. Делят се на две основни групи: северни и южни.
Към севернотунгуските езици се отнасят:
- евенкски език, който се говори в Централен Сибир и Североизточен Китай.
- евенски език, който се говори в Източен Сибир.
- негидалски език
- орокенски език, разпространен в Североизточен Китай.
- солонски език

Към южнотунгуските езици се отнасят:
- манджурски език
- нанайски език
- орокски език
- орочки език
- улченски език
- удегейски език
- джурдженски език: днес мъртъв език, но от изключителна важност за изследването на пратунгусо-манджурския език. Единственият тунгусо-манджурски език с книжовна норма и значителна литература, използван от династията Жин през 10-12 век в Китай.

## Особености
Тунгуските езици са аглутинативни и притежават сложна система от глаголни времена.